# Stazione di Salemi-Gibellina
La stazione di Salemi-Gibellina è una stazione ferroviaria posta sulla linea Alcamo Diramazione-Trapani (via Castelvetrano). Sita ai margini di Gibellina Nuova, nel territorio comunale di Gibellina, serve prevalentemente il centro abitato di Gibellina Nuova e anche il comune di Salemi dal quale dista circa 8,4 Km, raggiungibile tramite la Strada statale  188.
Dalle stazione si diramavano le linee per Santa Ninfa e per Kaggera, quest'ultima mai entrata in servizio e di cui  era previsto un prolungamento fino a Trapani, mai realizzato.

## Storia
La stazione fino al 1922 era denominata "Santa Ninfa-Salemi"; in tale anno, per evitare confusione con la stazione di Santa Ninfa della linea Castelvetrano-San Carlo-Burgio, assunse la nuova denominazione di "Salemi", successivamente mutata in "Salemi-Gibellina", quando, dopo che il terremoto del Belice del 1968 aveva distrutto Gibellina, nuova Gibellina venne riedificata una ventina di chilometri più a valle sul territorio del comune di Salemi in contrada Salinella.

## Strutture e impianti
La stazione è dotata di due binari di circolazione atti al servizio viaggiatori.
Il fabbricato viaggiatori, a due elevazioni e chiuso al pubblico, è munito di tettoia, mentre il magazzino merci è inutilizzato.
Vi sono una bacheca per gli orari cartacei e una macchina obliteratrice.
La stazione è gestita in telecomando dal DCO di Palermo ed è servita dai treni regionali operati da Trenitalia sulla relazione Trapani-Castelvetrano-Palermo.